# 姚馥
姚 馥（よう ふく、生没年不詳）は、中国西晋時代の羌族。字は世芬。

## 経歴
『拾遺記』に記載があり、姚襄の先祖にあたるという。事実だとすれば、本貫は南安郡赤亭。
司馬炎が撫軍大将軍であった時（264年～265年）、府内の後堂の下に突然、三株の草が生えたことがあった。茎が黄色で葉は緑、金や翡翠のようで柔らかな花は橙に似ており、人々はこれがどのような縁起の草か分からず、外部には隠蔽した。当時、姚馥は90歳で馬の世話をしていたが、陰陽の術に精通しており「この草は金徳に応じた瑞祥である」といった。
姚馥は読書を好み、酒を嗜み、酔うと帝王の興亡についてよく語っていた。また冗談が得意で話も尽きず、いつも嘆いて言った。「九河の水を酒麹に使っても足りず、八薮の木を薪に使っても足りず、七澤の鹿を料理に使っても足りない。人は天地の精霊の末裔で、飲酒も知らず、ただ息を吐くだけの動く肉だ。どうして心無い木偶である必要があろうか？」と。彼は好んで酒糟を啜り、いつも醇酒を求めていたため、周囲の人々はからかって「渇羌」と呼んでいた。
司馬炎が帝位に就いた時（266年）、ふと階下にいた姚馥の姿に才気を感じたため、彼を朝歌県の邑宰に任命しようとした。姚馥は「老羌（わたし）は異境の人であり、遠く隔てた山川から中華へ来訪できただけで幸福であります。願わくは朝歌へ赴くことなく、馬の世話役として時に美酒を賜り、余生を過ごしたく存じます。」と辞退した。司馬炎が「朝歌は紂王の故郷で、美酒の産地である。ゆえに老羌を遣わす。再び渇羌と呼ばれるようなことはなかろう。」と言うと、姚馥は階下から声高らかに「馬飼の老羌はようようと中華になじみ、天下の夷狄もみな臣下となりました。今、酒池を楽しむ者が、今更、殷紂の民になれましょうか？」と答えた。司馬炎は玉几を撫でて大いに喜び、彼を酒泉太守に任じた。酒泉郡は酒の味のする泉が湧く地で、姚馥は酔った勢いでこれを拝命した。彼は現地では善政を敷き、生きているうちから民衆によって祠を建てられたという。

## 脚註
1. ↑  生年は174年頃か